# Caístro (mitología)
En la mitología griega, Caístro (en griego antiguo Κάϋστρος/Káÿstros) es un oceánida de Lidia.
Según ciertos autores, era hijo de Aquiles y de la amazona Pentesilea. Pasaba también por ser el padre de Éfeso, el fundador de la ciudad de Éfeso, y de Semíramis, que lo tuvo con Derceto — una ninfa que, según Diodoro Sículo, tenía cara de mujer y cuerpo de pez. Después de enamorarse perdidamente de Caístro (con el concurso de Afrodita) y de haber dado nacimiento a una hija, Derceto avergonzada expuso a su niño y mató a Caístro.